# Pochvalov
Pochvalov (v místním nářečí Pochválov, německy Lobenau) je obec v okrese Rakovník ve Středočeském kraji. Leží pod severovýchodními svahy plošiny Džbán zhruba patnáct kilometrů severovýchodně od Rakovníka a čtrnáct kilometrů jižně od Loun. Žije zde 250 obyvatel.

## Název
Název vesnice je odvozen z osobního jména ve významu Pochvalův dvůr. V historických pramenech se objevuje ve tvarech Pochwalow (1346 a 1407), Pochvalov (1420), Pochwalow (1547), ve vsi Pochwalowczy (1566) a Pochwalow (1787 a 1845).

## Historie
Pochvalov v nejstarších dobách patřil křižovníkům s červenou hvězdou z Chlumu Svaté Maří. První písemná zmínka o obci se nachází v dokumentu z 13. července 1346, kterým křižovníci ves Pochvalov (villam Pochwalow) pronajali Buškovi z Rochova. Roku 1420 byl Pochvalov zastaven k Vinařicům, v roce 1456 se připomíná ve vlastnictví pánů ze Žerotína, pak do roku 1547 patřil městu Louny, poté pánům z Klinštejna, od roku 1574 postupně k panství Peruc, Cítoliby (1585), Žerotín (1587) a Smilovice (1637).
V letech 1939–1950 byl u vesnice v provozu černouhelný důl Jiřina.

## Obyvatelstvo
| Rok            | 1869 | 1880 | 1890 | 1900 | 1910 | 1921 | 1930 | 1950 | 1961 | 1970 | 1980 | 1991 | 2001 | 2011 | 2021 |
| -------------- | ---- | ---- | ---- | ---- | ---- | ---- | ---- | ---- | ---- | ---- | ---- | ---- | ---- | ---- | ---- |
| Počet obyvatel | 507  | 570  | 595  | 597  | 564  | 559  | 559  | 363  | 370  | 299  | 281  | 252  | 254  | 261  | 254  |
| Počet domů     | 68   | 75   | 91   | 90   | 94   | 99   | 119  | 127  | 114  | 100  | 92   | 119  | 125  | 125  | 128  |

## Obecní správa
Od 1. ledna 1980 do 23. listopadu 1990 k obci patřily i Kozojedy.

### Územněsprávní začlenění
Dějiny územněsprávního začleňování zahrnují období od roku 1850 do současnosti. V chronologickém přehledu je uvedena územně administrativní příslušnost obce v roce, kdy ke změně došlo:
- 1850 země česká, kraj Cheb, politický okres Rakovník, soudní okres Louny[9]
- 1855 země česká, kraj Žatec, soudní okres Louny
- 1868 země česká, politický i soudní okres Louny
- 1939 země česká, Oberlandrat Kladno, politický i soudní okres Louny[10]
- 1942 země česká, Oberlandrat Praha, politický i soudní okres Louny[11]
- 1945 země česká, správní i soudní okres Louny[12]
- 1949 Pražský kraj, okres Nové Strašecí[13]
- 1960 Středočeský kraj, okres Rakovník
- 2003 Středočeský kraj, obec s rozšířenou působností Rakovník

### Obecní symboly
Znak a vlajka byly obci uděleny rozhodnutím předsedy Poslanecké sněmovny Parlamentu České republiky dne 21. září 2005.

## Společnost
Ve vsi Pochvalov (553 obyvatel, katol. kostel, sbor dobrovolných hasičů) byly v roce 1932 evidovány tyto živnosti a obchody: bednář, družstvo pro rozvod elektrické energie v Pochvalově, 4 hostince, 2 koláři, konsum Budoucnost, kovář, 4 krejčí, 3 obuvníci, 3 obchody s ovocem, pekař, 3 pojišťovací jednatelství, 2 porodní asistentky, 2 řezníci, obchod se smíšeným zbožím, obchod se střižním zbožím, trafika, truhlář.

## Doprava
Dopravní síť
- Pozemní komunikace – Do obce vede silnice III. třídy.
- Železnice – Železniční trať ani stanice na území obce nejsou.

Veřejná doprava
- Autobusová doprava – V obci Pochvalov zastavuje linka 585 Rakovník–Vinařice (v pracovních dnech 3 páry spojů) a linka 600 Kladno – Nové Strašecí – Řevničov – Vinařice (v pracovních dnech 10 párů spojů a o víkendech 2 páry spojů).

## Pamětihodnosti
- Kaple svatého Prokopa